# BCAA
BCAA er forkortelsen af det engelske udtryk branched-chain amino acids og er den internationale benævnelse for forgrenede aminosyrer.   De tre forgrenede aminosyrer L-leucin, L-valin og L-isoleucin, der indgår i proteinsyntesen, er blandt de ni essentielle aminosyrer, der ikke dannes af mennesket. Af forgrenede aminosyrer, der ikke indgår i proteinsytesen kan nævnes norvalin og 2-aminoisosmørsyre.
Danske forskere har i 2016 vist en årsagssammenhæng mellem forekomsten af bakterierne Prevotella copri og Bacteroides vulgatus, forhøjet BCAA og insulinresistens, der fører til sygdommen type 2 diabetes.
- Leucin
- Isoleucin
- Valin

## Bodybuildere
Forgrenede aminosyrer bliver solgt som et supplement til bodybuildere med  henvisning til at de øger muskelgenopbygningen efter træning og med påstande som "Det unikke ved L-leucin, L-valin og L-isoleucin er at de går direkte i musklerne uden at mellemlande og metabolisere i leveren" og "BCAA er fundamentalt nødvendig for at forebygge skader og muskelnedbrydelse"[kilde mangler].
Dog er det værd at huske på, at der findes BCAA i mange almindelige fødevarer som kød, æg og mælkeprodukter - eksempelvis omkring 1,74 gram BCAA i et æg.
Ydermere peger den nuværende forskning også på, at et suplemment af BCAA er uden effekt hvis du indtager 1-1,5 gram protein per kg kropsvægt - hvilket de fleste trænenede personer gør.

## Eksterne links og henvisninger
1. ↑  Human gut microbes impact host serum metabolome and insulin sensitivity. Nature 2016
2. ↑  Opsigtsvækkende dansk forskning: Disse to bakterier kan give type 2 diabetes. Ing.dk
3. ↑  BCAA - hvornår og hvorfor?
4. ↑  "BCAA på Examine.com". Arkiveret fra originalen 17. oktober 2016. Hentet 19. december 2016.